# Магдебург (футбольный клуб)
«Ма́гдебург» — немецкий футбольный клуб из одноимённого города, расположенного на территории федеральной земли Саксония-Анхальт. Является трёхкратным чемпионом ГДР, семикратным обладателем Кубка ГДР и обладателем Кубка обладателей кубков сезона 1973/74. Клуб выступает во Второй Бундеслиге. Домашние матчи принимает на стадионе МДЦЦ-Арена.

## История

### Основание клуба
В футбол в Магдебурге начали играть с конца девятнадцатого века. 15 июня 1896 был основан клуб SV Victoria 96 Magdeburg, который был лучшей командой в городе до Второй мировой войны, она несколько раз участвовала в финале немецкого чемпионата. Позже клуб участвовал в Гаулиге Центр. После Второй мировой войны, все спортивные клубы в советской зоне оккупации были распущены, но были созданы небольшие клубы, которые в основном выступали на местном и региональном уровне.
В 1945 году игроки распущеных клубов Magdeburger SC Prussia 1899 и Cricket Viktoria Magdeburg создают команду Sportgruppe Sudenburg. Этот клуб и клуб SG Lemsdorf Объединяются в спортивный клуб BSG Eintracht Sudenburg, которая, в свою очередь, объединяется с SAG Krupp Gruson в 1950 году. На следующий год клуб был переименован в BSG Stahl Magdeburg, а затем в 1952 году стал BSG Motor Mitte Magdeburg. Многие называют этот момент официальной датой создания современного «Магдебурга», однако это не так.
В 1957 году футбольная команда «Мотор Митте» была переведена в клуб SC Aufbau Magdeburg, это было политическое решение с целью достижения более высокого уровня клубов. В 1959 году «Ауфбау» выходит в Оберлигу ГДР, а в сезоне 1963/64 выигрывает свой первый титул — Кубок ГДР. В финале был повержен «Лейпциг» — 3:2. На следующий год «строителям» удалось повторить своё достижение — на этот раз в финале был повержен йенский «Мотор» со счётом 2:1. Правда, в чемпионате дела не ладились — высшее достижение 7-е место в сезонах 1959/60 и 1964/65.
В 1965 году отдел футбола снова покидает спортивный клуб — на этот раз «Ауфбау» — и становится полностью футбольным клубом «Магдебург». Это было частью общего — опять-таки политически мотивированного — движения в Восточной Германии по созданию чистофутбольных клубов с целью улучшения их качества. Этот момент и считается официальной датой рождения современного «Магдебурга».

### В чемпионате ГДР
Первый сезон под новым именем закончился для «Магдебурга» катастрофой: клуб занял последнее место в таблице и вылетел из высшего дивизиона. Однако в Кубке обладателей кубков «Магдебургу» удалось добраться до четвертьфинала, где он уступил «Вест Хэм Юнайтед», в составе которого блистали Бобби Мур и Джеффри Хёрст.
В следующем сезоне команду принимает тренер Хайнц Крюгель, «Магдебург» сразу возвращается в высшую лигу и занял третье место в 1968 и 1969 годах. Одержав третью победу в Кубке ГДР по футболу в 1969 году клуб, наконец, утвердился среди сильнейших команд Восточной Германии.
В 1970-х в Оберлиге ГДР в основном доминируют две команды — «Магдебург» и «Динамо» (Дрезден). Главным залогом успеха «Магдебурга» был тренер Хайнц Крюгель. «Магдебург» в этот период делегировал 9 игроков в сборную ГДР, четверо из которых выступали на чемпионате мира 1974 года. Золотой век «Магдебурга» начался в 1972 году, когда клуб выиграл чемпионат ГДР, с самым молодым в лиге составом. «Магдебург» побил рекорд посещаемости в том сезоне — в среднем 22 231 зрителей за игру.
Следующий сезон «Магдебург» завершил на третьем месте в чемпионате. Европейская кампания завершилась во втором раунде Кубка европейских чемпионов, уступив по сумме двух матчей «Ювентусу» со счётом 0:2. На домашней игре присутствовало 50000 зрителей. Тем не менее, «Магдебург» не закончил сезон без трофея, так как они выиграли свой четвёртый Кубок ГДР по футболу, обыграв в финале со счётом 3:2 «Локомотив Лейпциг».
Сезон 1973/74 стал самым успешным в истории «Магдебурга». Помимо завоевания своего второго чемпионства, клуб праздновал самый большой успех в своей истории. «Магдебург» выиграл Кубок Кубков, переиграв в финале титулованный «Милан», победив со счётом 2:0 на стадионе «Де Кёйп» в Роттердаме. Магдебург остался единственным восточногерманским футбольным клубом, победившем в еврокубках.
В следующем сезоне «Магдебург» защитил титул чемпиона и снова побил рекорд посещаемости — в среднем 22 923 зрителей. Европейский Суперкубок, который обычно разыгрывали победители Кубка кубков и Кубка чемпионов, не разыгрывался по политическим мотивам, поскольку соперником Магдебурга должен был стать западногерманский клуб «Бавария» из Мюнхена. Тем не менее, команды сыграли друг с другом в первом раунде Кубка Чемпионов, и «Бавария» выиграла оба матча.
В 1976 году Хайнц Крюгель был освобождён от своих обязанностей в качестве тренера «Магдебурга», так как он впал в немилость у руководителей Социалистической единой партии Германии. Они считали его политически неблагонадёжным. Его преемником стал Клаус Урбанчик. «Магдебург» не выигрывал больше чемпионат, но до конца 1970-х держался в первой четвёрке. В Кубке страны клуб был более успешным, выиграв турнир в 1978 и 1979 годах, переиграв в финале соответственно «Динамо» (Дрезден) (1:0) и «Динамо» (Берлин) (1:0 д.в.).
С конца 1970-х годов «Магдебург» не имел особого успеха в лиге, кроме третьего места в 1981 году. В 1983 году клуб завоёвывает седьмой и последний Кубок ГДР, разгромив в финале «Карл-Маркс-Штадт» 4:0. Однако вскоре стало ясно, что «Магдебург» потерял свои позиции среди лучших клубов Восточной Германии, их место заняли берлинское и дрезденское «Динамо», а также лейпцигский «Локомотив». С середины 1980-х посещаемость сократилась примерно до 10 тысяч зрителей на игре. Только в сезоне 1989/90 «Магдебург» соревновался за звание чемпиона до последнего тура. Тем не менее команда проиграла решающий матч против своих прямых конкурентов из Карл-Маркс-Штадта и занял третье место в итоговой таблице.

### В объединённой Германии
Серьёзные ошибки руководства клуба привели к тому, что «Магдебург» оказался за бортом обеих Бундеслиг после объединения Германии. После третьего места в 1990 году возлагались большие надежды, что команда сможет претендовать на это. Однако в плей-офф квалификации за место во второй бундеслиге клуб не выиграл ни одного матча и попал в Оберлигу. С тех пор «Магдебург», как и многие восточногерманские клубы, не имел каких-либо успехов, выступая в Регионаллиге и Оберлиге. С 2006 года «Магдебург» выступает в Регионаллиге «Север».

## Достижения

### Национальные
- Чемпионат ГДР 
  - Победитель (3): 1972, 1974, 1975

- Кубок ГДР 
  -  Обладатель (7, рекорд): 1964, 1965, 1969, 1973, 1978, 1979, 1983

- Третья лига Германии 
  - Победитель (2, рекорд): 2015/16, 2021/22

### Международные
- Кубок обладателей Кубков УЕФА
  - Обладатель: 1974

## Текущий состав
| 1  | Флаг Германии    | Вр  | Доминик Райманн (капитан) | 1997 |  |  |  |  |  |
| 30 | Флаг Германии    | Вр  | Ноа Крут                  | 2003 |  |  |  |  |  |
| 40 | Флаг Германии    | Вр  | Роберт Кампа              | 2005 |  |  |  |  |  |
|    |                  |     |                           |      |  |  |  |  |  |
| 2  | Флаг Франции     | Защ | Самюэль Лорик             | 2000 |  |  |  |  |  |
| 4  | Флаг Люксембурга | Защ | Элдин Джогович            | 2003 |  |  |  |  |  |
| 5  | Флаг Германии    | Защ | Тобиас Мюллер             | 1994 |  |  |  |  |  |
| 7  | Флаг Германии    | Защ | Херберт Бокхорн           | 1995 |  |  |  |  |  |
| 15 | Флаг Германии    | Защ | Даниель Хебер             | 1994 |  |  |  |  |  |
| 16 | Флаг Дании       | Защ | Маркус Матисен            | 1996 |  |  |  |  |  |
| 19 | Флаг Замбии      | Защ | Лубамбо Мусонда           | 1995 |  |  |  |  |  |
| 22 | Флаг Того        | Защ | Пьер Наджомбе             | 2003 |  |  |  |  |  |
| 24 | Флаг Франции     | Защ | Жан Югоне                 | 1999 |  |  |  |  |  |
| 27 | Флаг Германии    | Защ | Филипп Херхер             | 1996 |  |  |  |  |  |
| 34 | Флаг Германии    | Защ | Тарек Шахьед              | 1996 |  |  |  |  |  |
| 35 | Флаг Германии    | Защ | Марк-Андре Юрген          | 2000 |  |  |  |  |  |
|    |                  |     |                           |      |  |  |  |  |  |
| 13 | Флаг Германии    | ПЗ  | Коннор Кремпикки          | 1994 |  |  |  |  |  |

| 14 | Флаг Германии     | ПЗ  | Абу-Бекир Эль-Зейн                         | 2003 |  |  |  |  |  |
| 21 | Флаг Германии     | ПЗ  | Фалько Михель                              | 2001 |  |  |  |  |  |
| 25 | Флаг Кот-д’Ивуара | ПЗ  | Силас Ньяка                                | 1998 |  |  |  |  |  |
| 31 | Флаг Германии     | ПЗ  | Роберт Ляйперц                             | 1993 |  |  |  |  |  |
|    |                   |     |                                            |      |  |  |  |  |  |
| 8  | Флаг Кабо-Верде   | Нап | Брайан Тейшейра (в аренде из «Штурма»)     | 2000 |  |  |  |  |  |
| 9  | Флаг Нидерландов  | Нап | Мартейн Карс                               | 1999 |  |  |  |  |  |
| 10 | Флаг Германии     | Нап | Джейсон Чека                               | 1999 |  |  |  |  |  |
| 12 | Флаг Швеции       | Нап | Александер Аль-Хольмстрём                  | 1999 |  |  |  |  |  |
| 11 | Флаг Нидерландов  | Нап | Мохамед Эль-Ханкури                        | 1999 |  |  |  |  |  |
| 17 | Флаг Германии     | Нап | Александер Нолленбергер                    | 1997 |  |  |  |  |  |
| 18 | Флаг Германии     | Нап | Эмир Кухинья                               | 2002 |  |  |  |  |  |
| 20 | Флаг Англии       | Нап | Ксавьер Амаечи                             | 2001 |  |  |  |  |  |
| 23 | Флаг Турции       | Нап | Барыш Атик                                 | 1995 |  |  |  |  |  |
| 26 | Флаг Черногории   | Нап | Алекса Марушич                             | 1999 |  |  |  |  |  |
| 29 | Флаг Турции       | Нап | Ливан Бурджу (в аренде из «Униона» Берлин) | 2004 |  |  |  |  |  |

### Игроки в аренде
| \| № \| \| Поз. \| Имя \| Год рождения \| \| - \| \| ---- \| ---------------------------------------------- \| ------------ \| \| 3 \| \| Защ \| Анди Хоти (в «Динамо» Дрезден до 30 июня 2025) \| 2003 \| |                        |      |                                                |              |
| № |                        | Поз. | Имя                                            | Год рождения |
| 3 | Флаг Республики Косово | Защ  | Анди Хоти (в «Динамо» Дрезден до 30 июня 2025) | 2003         |